# The Strange Case Of...
| Críticas profissionais | Críticas profissionais |
| Avaliações da crítica  | Avaliações da crítica  |
| Fonte                  | Avaliação              |
| ---------------------- | ---------------------- |
| 411Mania               | [ 4 ]                  |
| AllMusic               | [ 5 ]                  |
| aNewRisingMusic        | [ 6 ]                  |
| Kerrang!               | [ 7 ]                  |
| Live Metal             | [ 8 ]                  |
| Loudwire               | [ 9 ]                  |

The Strange Case Of... é o segundo álbum de estúdio da banda de hard rock americana Halestorm, lançado em 10 de abril de 2012. O álbum foi produzido por Howard Benson, que também produziu o álbum de estréia auto-intitulado da banda. O primeiro single e o vídeo do álbum "Love Bites (So Do I)", ganharam um Grammy Award pelo Melhor Álbum de Hard Rock/ Metal. A música "Here's to Us", foi tocada no programa de televisão dos EUA, Glee, com letras limpas. Quatro músicas do álbum foram lançadas anteriormente no EP Hello, It's Mz. Hyde. Uma edição deluxe do álbum, também foi lançada contendo três faixas extras. Uma versão diferente da música "Here's to Us" com vários convidados, incluindo Slash, foi incluída na versão de reedição da versão padrão e de luxo do álbum em 2013. Em entrevistas sobre o álbum, Hale observou que o álbum era mais pesado do que o anterior Álbum, mas foi significativamente mais próximo do som deles ao vivo.
O álbum estreou no número 7, no Top Rock Albums e no 15 no Billboard 200, vendendo 24 mil cópias na primeira semana. Ele vendeu 387 mil cópias nos EUA, a partir de abril de 2015 e foi certificado de ouro (500 mil cópias vendidas) pela RIAA, em 8 de março de 2016.

## Faixas
| N.º            | Título                                      | Compositor(es)                                   | Duração |  |
| 1.             | "Love Bites (So Do I)"                      | Lzzy Hale, Dave Bassett                          | 3:11    |  |
| 2.             | "Mz. Hyde"                                  | Hale, Scott Stevens                              | 3:22    |  |
| 3.             | "I Miss the Misery"                         | Hale, Christine Danielle Connolly, Scott Stevens | 3:03    |  |
| 4.             | "Freak Like Me"                             | Hale, Johnny Andrews, Rob Graves                 | 3:38    |  |
| 5.             | "Beautiful with You"                        | Hale, Nina Ossoff, Dana Calitri, Maria Sommer    | 3:16    |  |
| 6.             | "In Your Room"                              | Hale, Zachary Maloy                              | 2:46    |  |
| 7.             | "Break In"                                  | Hale, Aimée Proal, Graves, Mark L. Holman        | 4:45    |  |
| 8.             | "Rock Show"                                 | Hale, Julian Emery, Jim Irvin                    | 3:19    |  |
| 9.             | "Daughters of Darkness"                     | Hale, Blair Daly                                 | 3:55    |  |
| 10.            | "You Call Me a Bitch Like It's a Bad Thing" | Hale, Ossoff, Calitri, Martin Briley             | 3:11    |  |
| 11.            | "American Boys"                             | Hale, Robert Huff                                | 3:28    |  |
| 12.            | "Here's to Us"                              | Hale, Toby Gad, Danielle Brisebois               | 2:57    |  |
| Duração total: | Duração total:                              | Duração total:                                   | 40:51   |  |

| Faixa bonus da edição deluxe |                                                    |                                       |         |  |
| N.º                          | Título                                             | Compositor(es)                        | Duração |  |
| 13.                          | "Don't Know How to Stop"                           | Hale, Emery, Irvin, Jason Keith Perry | 3:55    |  |
| 14.                          | "Private Parts" (feat. James Michael of Sixx:A.M.) | Hale, James Michael                   | 3:59    |  |
| 15.                          | "Hate It When You See Me Cry"                      | Hale                                  | 3:11    |  |
| Duração total:               | Duração total:                                     | Duração total:                        | 52:01   |  |

| Faixa bônus da edição japonesa (Reanimate: The Covers EP) |                                                    |                                                     |         |  |
| N.º                                                       | Título                                             | Compositor(es)                                      | Duração |  |
| 13.                                                       | "Slave to the Grind" (Skid Row cover)              | Sebastian Bach, Rachel Bolan, Dave "The Snake" Sabo | 3:31    |  |
| 14.                                                       | "Bad Romance" (Lady Gaga cover)                    | Stefani Germanotta, Nadir Khayat                    | 4:08    |  |
| 15.                                                       | "Hunger Strike" (Temple of the Dog cover)          | Chris Cornell                                       | 3:53    |  |
| 16.                                                       | "All I Wanna Do Is Make Love to You" (Heart cover) | Robert John "Mutt" Lange                            | 5:02    |  |
| 17.                                                       | "I Want You (She's So Heavy)" (The Beatles cover)  | John Lennon, Paul McCartney                         | 6:49    |  |
| Duração total:                                            | Duração total:                                     | Duração total:                                      | 68:34   |  |

| Faixa bônus de edição do re-lançamento | |                      |         |  |
| N.º                                    | Título | Compositor(es)       | Duração |  |
| 13.                                    | "Here's to Us (Guest Version)" (feat. Slash, Wolfgang Van Halen, Brent Smith, Myles Kennedy, James Michael, Tyler Connolly, David Draiman e Maria Brink) | Hale, Gad, Brisebois | 3:15    |  |
| Duração total:                         | Duração total: | Duração total:       | 44:11   |  |

## Créditos
Halestorm
- Lzzy Hale → vocal, guitarra e piano
- Arejay Hale → bateria, percussão e vocal de apoio
- Joe Hottinger → guitarra e vocal de apoio
- Josh Smith → baixo e vocal de apoio

## Desempenho nas paradas musicais
| Chart (2012)             | Maior posição |
| ------------------------ | ------------- |
| UK Albums Chart          | 49            |
| UK Rock Chart            | 2             |
| Japanese Albums Chart    | 52            |
| US Billboard 200         | 15            |
| US Top Rock Albums       | 7             |
| US Hard Rock Albums      | 1             |
| US Alternative Albums    | 6             |
| US Top Digital Albums    | 15            |
| US Top Tastemaker Albums | 21            |

| Chart (2012)          | Posição |
| --------------------- | ------- |
| US Hard Rock Albums   | 12      |
| US Rock Albums        | 59      |
| US Alternative Albums | 44      |
| Chart (2013)          | Posição |
| US Hard Rock Albums   | 12      |
| US Rock Albums        | 69      |

## Certificações
| País / Certificadora  | Certificações | Vendas  |
| Álbum                 | Álbum         | Álbum   |
| --------------------- | ------------- | ------- |
| Estados Unidos / RIAA | Ouro          | 500,000 |